# Kislew
Kislew (hebräisch כִּסְלֵו) ist der dritte Monat nach dem „bürgerlichen“ jüdischen Kalender und der neunte Monat nach dem „religiösen“ Kalender. Die Länge des Monats beträgt regulär 29 Tage; durch Schaltregeln in übermäßigen Jahren (etwa alle zwei bis drei Jahre) umfasst er 30 Tage.  Verglichen mit dem gregorianischen Kalender schwankt der Beginn des Monats Kislew zwischen Mitte November und Mitte Dezember, was damit zusammenhängt, dass der jüdische Kalender kein Solarkalender wie der gregorianische ist, sondern ein Lunisolarkalender.  
Die Bezeichnung Kislew stammt aus dem Akkadischen und bedeutet „dick“, was auf die dicken Regenwolken des einsetzenden Winterregens hinweist.
Alle jüdischen Monatsnamen stammen aus der Zeit des Babylonischen Exils und wurden aus dem Babylonischen Kalender übernommen. Im Tanach ist die Bezeichnung Kislew zweimal (Sach 7,1  und Neh 1,1 ) belegt.
Nach Mischna Rosch ha-Schana 1,3 gehörte der Kislew zu den Monaten, in denen man Boten wegen der Bekanntmachung des beobachteten Neumondes ausschickte. Grund dafür ist, dass das Fest Chanukka, welches am 25. des Monats beginnt, gemeinsam begangen werden sollte.